# Ranomi Kromowidjojo
Ranomi Kromowidjojo (Sauwerd, 20 d'agost de 1990) és una nedadora neerlandesa d'origen javanès-surinamès, especialista en estil lliure. És triple campiona olímpica, amb la medalla d'or als relleus 4x100 m lliures als Jocs Olímpics de 2008 i el 50 m i 100 m lliures als Jocs Olímpics de 2012.
Gràcies al seu germà va començar la natació a l'edat de quatre anys a Bedum. Més tard va canviar pel club TriVia a Groningen. Des de l'1 de juny de 2008 ha format part de la plantilla PSV Eindhoven, on s'entrena amb Jacco Verhaeren, director tècnic de la Reial Federació Neerlandesa de Natació i entrenador de la selecció nacional. La Lliga Europea de Natació va honrar Kromowidjojo amb el títol de Nedadora de l'any 2012.
Va tenir una relació amb l'exnedador Pieter van den Hoogenband. El 2022 es va casar amb el nedador Ferry Weertman. El 2025 va néixer la seva filla.